# Крагуј (Пакрац)
Крагуј је насељено место у саставу града Пакраца, у западној Славонији, Република Хрватска.

## Географија
Налази се источно од Пакраца, на северозападним обронцима Псуња.

## Историја
Крагуј се од распада Југославије до маја 1995. године налазио у Републици Српској Крајини.

## Становништво
На попису становништва 2011. године, Крагуј је имао 77 становника.
| Националност       | 1991.        |
| Срби               | 167 (94,88%) |
| Хрвати             | 4 (2,27%)    |
| Југословени        | 4 (2,27%)    |
| остали и непознато | 1 (0,56%)    |
| Укупно             | 176          |